# Alain Fossé
Pour les articles homonymes, voir Fossé.
 Alain Fossé, né le 29 novembre 1956 au Mans (Sarthe), est un ornithologue amateur depuis 1972 grâce à Maurice Tardif et aux activités du Cercle naturaliste Pierre-Belon (CNPB), association naturaliste destinée à faire découvrir la nature aux collégiens et lycéens manceaux dans les années 1970.
Il est administrateur du Groupe angevin d'études ornithologiques (GAEO) puis de la LPO Anjou. 
Il est un des pères français de la digiscopie : Digimages naturalistes